# 细茎兔儿风
细茎兔儿风（学名：Ainsliaea tenuicaulis）是菊科兔儿风属的植物，为中国的特有植物。分布在中国大陆的湖北、湖南、四川、贵州等地，生长于海拔600米至2,000米的地区，常生于湿润地以及水旁石缝中，目前尚未由人工引种栽培。